# Humberto Castellanos
Humberto Castellanos (Tepatitlán de Morelos, 3 aprile 1998) è un giocatore di baseball messicano, lanciatore per gli Arizona Diamondbacks della Major League Baseball (MLB).